# Olympische Sommerspiele 2016/Teilnehmer (Kamerun)
| Gelbes Symbol für Goldmedaillen mit stilisierten Olympischen Ringen | Graues Symbol für Silbermedaillen mit stilisierten Olympischen Ringen | Braundes Symbol für Bronzemedaillen mit stilisierten Olympischen Ringen |
| ------------------------------------------------------------------- | --------------------------------------------------------------------- | ----------------------------------------------------------------------- |
| —                                                                   | —                                                                     | —                                                                       |

Kamerun nahm an den Olympischen Spielen 2016 in Rio de Janeiro teil.
Insgesamt traten 24 Athleten in 6 verschiedenen Sportarten für Kamerun an.

## Teilnehmer nach Sportarten

### Boxen
| Athleten                         | Wettbewerb                   | 1. Runde   | 1. Runde | Achtelfinale  | Achtelfinale  | Viertelfinale | Viertelfinale | Halbfinale    | Halbfinale    | Finale        | Finale        | Rang |
| Athleten                         | Wettbewerb                   | Gegner     | Ergebnis | Gegner        | Ergebnis      | Gegner        | Ergebnis      | Gegner        | Ergebnis      | Gegner        | Ergebnis      | Rang |
| -------------------------------- | ---------------------------- | ---------- | -------- | ------------- | ------------- | ------------- | ------------- | ------------- | ------------- | ------------- | ------------- | ---- |
| Männer                           |                              |            |          |               |               |               |               |               |               |               |               |      |
| Simplice Fotsala                 | Halbfliegengewicht bis 49 kg | G. Yafai   | 0:3      | ausgeschieden | ausgeschieden | ausgeschieden | ausgeschieden | ausgeschieden | ausgeschieden | ausgeschieden | ausgeschieden | 17   |
| Mahaman Smaila                   | Halbweltergewicht bis 64 kg  | B. Gözgeç  | 0:3      | ausgeschieden | ausgeschieden | ausgeschieden | ausgeschieden | ausgeschieden | ausgeschieden | ausgeschieden | ausgeschieden | 17   |
| Dieudonne Wilfried Seyi Ntsengue | Mittelgewicht bis 75 kg      | J.L. Vivas | 2:1      | H.H.B. Abdin  | 0:3           | ausgeschieden | ausgeschieden | ausgeschieden | ausgeschieden | ausgeschieden | ausgeschieden | 9    |
| Hassan Ndam Njikam               | Halbschwergewicht bis 81 kg  | M. Borges  | 0:3      | ausgeschieden | ausgeschieden | ausgeschieden | ausgeschieden | ausgeschieden | ausgeschieden | ausgeschieden | ausgeschieden | 17   |

### Gewichtheben
| Athleten                   | Wettbewerb       | Reißen  | Reißen | Stoßen  | Stoßen | Zweikampf | Zweikampf | Rang |
| Athleten                   | Wettbewerb       | Gewicht | Rang   | Gewicht | Rang   | Gewicht   | Rang      | Rang |
| -------------------------- | ---------------- | ------- | ------ | ------- | ------ | --------- | --------- | ---- |
| Frauen                     |                  |         |        |         |        |           |           |      |
| Arcangeline Foudji Sonkbou | Klasse bis 69 kg | 82 kg   | 16     | 105 kg  | 13     | 187 kg    | 14        | 14   |
| Männer                     |                  |         |        |         |        |           |           |      |
| Petit David Minkoumba      | Klasse bis 94 kg | 140 kg  | 16     | 165 kg  | 16     | 305 kg    | 16        | 16   |

### Judo
| Athleten       | Wettbewerb | 1. Runde      | 1. Runde    | 2. Runde      | 2. Runde      | Viertelfinale | Viertelfinale | Halbfinale / Trostrunde | Halbfinale / Trostrunde | Finale / Platz 3 | Finale / Platz 3 | Rang |
| Athleten       | Wettbewerb | Gegner        | Ergebnis    | Gegner        | Ergebnis      | Gegner        | Ergebnis      | Gegner                  | Ergebnis                | Gegner           | Ergebnis         | Rang |
| -------------- | ---------- | ------------- | ----------- | ------------- | ------------- | ------------- | ------------- | ----------------------- | ----------------------- | ---------------- | ---------------- | ---- |
| Frauen         |            |               |             |               |               |               |               |                         |                         |                  |                  |      |
| Vanessa Mballa | bis 78 kg  | D. Pogorzelec | 000s3:000s0 | ausgeschieden | ausgeschieden | ausgeschieden | ausgeschieden | ausgeschieden           | ausgeschieden           | ausgeschieden    | ausgeschieden    | 32   |

### Leichtathletik
Springen und Werfen 
| Athleten                         | Wettbewerb  | Qualifikation | Qualifikation | Finale        | Finale        | Rang |
| Athleten                         | Wettbewerb  | Weite/Höhe    | Rang          | Weite/Höhe    | Rang          | Rang |
| -------------------------------- | ----------- | ------------- | ------------- | ------------- | ------------- | ---- |
| Frauen                           |             |               |               |               |               |      |
| Joelle Sandrine Mbumi Nkouindjin | Dreisprung  | 13,11 m       | 36            | ausgeschieden | ausgeschieden | 36   |
| Auriol Dongmo Mekemnang          | Kugelstoßen | 17,92 m       | 10            | 16,99 m       | 12            | 12   |

### Ringen
| Athleten                       | Wettbewerb       | 1. Runde   | 1. Runde | Achtelfinale         | Achtelfinale  | Viertelfinale | Viertelfinale | Halbfinale    | Halbfinale    | Hoffnungsrunde Viertelfinale | Hoffnungsrunde Viertelfinale | Hoffnungsrunde Halbfinale | Hoffnungsrunde Halbfinale | Hoffnungsrunde Finale | Hoffnungsrunde Finale | Finale        | Finale        | Rang          |
| Athleten                       | Wettbewerb       | Gegner     | Ergebnis | Gegner               | Ergebnis      | Gegner        | Ergebnis      | Gegner        | Ergebnis      | Gegner                       | Ergebnis                     | Gegner                    | Ergebnis                  | Gegner                | Ergebnis              | Gegner        | Ergebnis      | Rang          |
| ------------------------------ | ---------------- | ---------- | -------- | -------------------- | ------------- | ------------- | ------------- | ------------- | ------------- | ---------------------------- | ---------------------------- | ------------------------- | ------------------------- | --------------------- | --------------------- | ------------- | ------------- | ------------- |
| Freistil Frauen                |                  |            |          |                      |               |               |               |               |               |                              |                              |                           |                           |                       |                       |               |               |               |
| Rebecca Ndolo Muambo           | Klasse bis 48 kg | E. Jankowa | 0:4      | ausgeschieden        | ausgeschieden | ausgeschieden | ausgeschieden | ausgeschieden | ausgeschieden | ausgeschieden                | ausgeschieden                | ausgeschieden             | ausgeschieden             | ausgeschieden         | ausgeschieden         | ausgeschieden | ausgeschieden | ausgeschieden |
| Joseph Emilienne Essombe Tiako | Klasse bis 53 kg | Freilos    | Freilos  | A. Villegas          | 0:8           | ausgeschieden | ausgeschieden | ausgeschieden | ausgeschieden | ausgeschieden                | ausgeschieden                | ausgeschieden             | ausgeschieden             | ausgeschieden         | ausgeschieden         | ausgeschieden | ausgeschieden | ausgeschieden |
| Annabel Laure Ali              | Klasse bis 75 kg | Freilos    | Freilos  | J. L. Weffer Guanipa | 6:0           | G. Mänürowa   | 1:3           | -             | -             | Freilos                      | Freilos                      | Z. Németh                 | 5:2                       | J. Bukina             | 1:3                   | -             | -             | 5             |

### Volleyball
| Wettbewerb    | Frauen |
| ------------- | --- |
| Athletinnen   | Abdoulkarim Fawziya Berthrade Simone Flore Bikatal Bodo Essissima Madeleine Samantha Christelle Tchoudjang Nana Emelda Piata Zessi Henriette Nadege Koulla Laetitia Crescence Moma Bassoko Raissa Nasser Stephanie Fotso Mogoung Theorine Christelle Aboa Mbeza Victoire Pauline L’or Ngon Ntame Yolande Juliana Amana Guigolo |
| Gruppenphase  | Argentinien 2:3 (25:19, 19:25, 28:26, 21:25, 13:15) Brasilien 0:3 (14:25, 21:25, 13:25) Japan 0:3 (20:25, 15:25, 17:25) Südkorea 0:3 (16:25, 22:25, 20:25) Russland 0:3 (19:25, 22:25, 23:25) |
| Viertelfinale | ausgeschieden |
| Halbfinale    | ausgeschieden |
| Finale        | ausgeschieden |
| Platzierung   | ausgeschieden |